# 隱藏攝影機 (電影)
《隱藏攝影機》（法語：Caché），2005年法國影片，由奧地利導演米開耳·韓內克（Michael Haneke）執導。

影片講 Georges Laurent 跟 Anne Laurent 這對夫妻收到匿名人士寄來的錄影帶，為這個家庭帶來恐懼不安的氣氛。影片觸及到1961年10月17日的巴黎屠殺事件。

## 剧情
乔治（Georges）是一个非常出色的电视节目主持人，他与他的妻子安妮和儿子皮耶侯住在一起。但是家庭的宁静被一个不明来源的隐蔽摄影的录影带打破了。录影带记录了家里的行踪，起初这个录影带并没有对家里带来多大的伤害，可是随后收到录影带的同时还会收到一个不明卡片，上面畫着人头和鲜血。这使得乔治想起了他的童年生活，让这个家庭开始感到不安。
因为录影带还没有给家庭带来暴力伤害，所以警察不愿管理這個案子。后来乔治又收到了一盘录影带。這使他到了一个公寓，让他见到他小时候他家以前雇佣的小孩马吉（Majid）。当马吉小的时候，他的父母在巴黎的1961年遭受到迫害，于是马吉就暂时住在了乔治家住下，并在乔治家打工。乔治问到马吉关于录影带的事情，可是他告诉乔治没有做过这件事。在电影进行中，有时会闪回到乔治的童年，让他想起马吉小时候砍掉一只鸡的头，弄得满脸血的样子。这样安妮怀疑起这件事和乔治与马吉的小时候的关系有牵连。
有一天皮耶侯放学后并没有回到家，安妮也找不到她的去处。乔治和安妮怀疑是马吉绑架了孩子。他们报了警，并把马吉和他的孩子带到了警察局。但是第二天他们又被释放了，而同时皮耶侯也回了家。这一晚他没有告诉别人他与他的朋友住在一起，
马吉让乔治来到他的公寓，马吉说"我就是想让你在场"，之后什么也没有做，就割喉自杀了。当乔治回家后开始跟安妮说起他六岁时，他曾跟父母说让马吉离开他的家，可是父母并没有这么做，之后用计让马吉去砍掉鸡的头，并告诉父母马吉因此吓唬他，这样马吉就被乔治父母驱逐了家成为了孤儿。
马吉自杀后，他的儿子来到乔治那里。他否认他偷拍过录影带，同时乔治也拒绝对马吉的死负責。马吉的儿子说我只是想知道在我的父亲死后，你现在心里是什么样子的。喬治气愤的回到家，吃了两片安眠药，上床睡觉了。
之后开始镜头进入了乔治的梦中，回到了他的童年时代。马吉被迫拉上了车，离开了乔治的家。在影片的最后是皮耶侯和马吉的儿子在一起的镜头。

## 主要演员
- Daniel Auteuil : Georges Laurent
- Juliette Binoche : Anne Laurent
- Maurice Bénichou : Majid
- Annie Girardot : Georges 的母親
- Lester Makedonsky : Pierrot Laurent
- Bernard Le Coq : Georges 的總編輯
- Walid Afkir : Majid 的兒子
- Daniel Duval : Pierre
- Nathalie Richard : Mathilde
- Denis Podalydès : Yvon

## 得獎記錄
- 2005年 : 坎城影展 最佳導演獎、費比西獎
- 2005年 : 歐洲電影獎最佳影片、最佳導演、最佳男主角（Daniel Auteuil）、最佳剪接

| 獎項              | 獎項                      | 獎項            |
| ----------------- | ------------------------- | --------------- |
| 前任： 窗外有男天 | 歐洲電影獎最佳影片獎 2005 | 繼任： 窃听风暴 |

- 2006年 : 盧米耶獎 最佳劇本獎